# Baie de Mikkelsen
La baie de Mikkelsen est une baie de la Terre de Graham.
Elle fut découverte lors de la Seconde expédition Charcot (1908-1910) de Jean-Baptiste Charcot, mais ne fut pas directement définie comme une baie avant plusieurs autres expéditions. Elle est nommée d'après l'explorateur danois Ejnar Mikkelsen.